# Adelpherupa albescens
Adelpherupa albescens är en fjärilsart som beskrevs av George Francis Hampson 1919. Adelpherupa albescens ingår i släktet Adelpherupa och familjen Crambidae. Inga underarter finns listade i Catalogue of Life.